# Mamia IV Dadiani
Mamia IV Dadiani (georgià მამია IV დადიანი; mort el 1590) fill de Levan I Dadiani, fou mtavari de Mingrèlia el 1574, molt breument, i després del 1582 al 1590. El 1574 va deposar el seu germà Jordi III Dadiani, però després va ser derrotat i per acabar les lluites se li va donar el feu de Sadshila. En morir el seu nebot Levan, fill únic de Jordi, va quedar com a hereu del seu germà el qual va morir ben poc després i Mamia IV fou proclamat mthavari. Es va casar amb una filla del mthavari de Gúria però no va tenir fills. El rei Levan I d'Imerècia va ser derrotat i empresonat per Mamia Dadiani de Mingrèlia el 1589. Va morir el 1590 i el va succeir el seu germà petit Manushar o Mamuka I Dadiani.